# Rimbach-près-Guebwiller
Rimbach-près-Guebwiller település Franciaországban, Haut-Rhin megyében. Lakosainak száma 211 fő (2022. január 1.). Rimbach-près-Guebwiller Guebwiller, Buhl, Soultz-Haut-Rhin, Murbach, Rimbachzell és Jungholtz községekkel határos.

## Népesség
A település népessége az elmúlt években az alábbi módon változott:
| Lakosok száma | 233  | 203  | 190  | 187  | 188  | 188  | 195  | 203  | 211  |
|               | 2013 | 2015 | 2016 | 2017 | 2018 | 2019 | 2020 | 2021 | 2022 |